# Kollersberg (Hauzenberg)
Kollersberg ist ein Gemeindeteil der Stadt Hauzenberg im niederbayerischen Landkreis Passau.

## Lage
Das Dorf liegt im Abteiland etwa viereinhalb Kilometer östlich von Hauzenberg am Südhang des Ruhmannsberges. Westlich angrenzend liegen die Dörfer Germannsdorf und Röhrendobl, deren Bebauung mit Kollersberg ineinander übergeht.

## Geschichte
Zum ersten Mal wurde Kollersberg in zwei Gerichtsurkunden vom Januar 1258 erwähnt. In diesen Urkunden wurde zwei Adligen unter anderem ihr Lehnsbesitz in Kollersberg aberkannt, weil sie Überfälle auf öffentliche Wege verübt und dadurch Bischof Otto geschädigt hatten.
Kollersberg war bis Ende 1971 ein Gemeindeteil der ehemaligen Gemeinde Germannsdorf und hatte bei der Volkszählung 1961 zwanzig Wohngebäude und 119 Einwohner.